# Vinji Vrh, Šmartno pri Litiji
Vinji Vrh je naselje v Občini Šmartno pri Litiji.